# Női 1000 méteres gyorskorcsolya az 1964. évi téli olimpiai játékokon
Az 1964. évi téli olimpiai játékokon a gyorskorcsolya női 1000 méteres versenyszámát február 1-én rendezték az Olimpiai Jégcsarnokban. Az aranyérmet a szovjet Ligyija Szkoblikova nyerte meg. Magyar versenyző nem vett részt a versenyen.

## Rekordok
A versenyt megelőzően a következő rekordok voltak érvényben:
| Világrekord     | Ligyija Szkoblikova (URS) | 1:31,8 | Karuizava, Japán                        | 1963. február 22. |
| Olimpiai rekord | Klara Guszeva (URS)       | 1:34,1 | Squaw Valley, Amerikai Egyesült Államok | 1960. február 22. |

A versenyen új olimpiai rekord született:
| Ligyija Szkoblikova (URS) | 1:33,2 | Innsbruck, Ausztria | 1964. február 1. |

## Végeredmény
Mindegyik versenyző egy futamot teljesített, az időeredmények határozták meg a végső sorrendet. Az időeredmények másodpercben értendők. A rövidítések jelentése a következő:
- OR: olimpiai rekord

| Helyezés | Versenyző                    | Nemzet                      | Idő           |
| -------- | ---------------------------- | --------------------------- | ------------- |
| Arany    | Ligyija Szkoblikova          | Szovjetunió (URS)           | 1:33,2 OR     |
| Ezüst    | Irina Jegorova               | Szovjetunió (URS)           | 1:34,3        |
| Bronz    | Kaija Mustonen               | Finnország (FIN)            | 1:34,8        |
| 4.       | Helga Haase                  | Egyesült Német Csapat (EUA) | 1:35,7        |
| 5.       | Valentyina Sztyenyina        | Szovjetunió (URS)           | 1:36,0        |
| 6.       | Gunilla Jacobsson            | Svédország (SWE)            | 1:36,5        |
| 7.       | Jan Smith                    | Egyesült Államok (USA)      | 1:36,7        |
| 8.       | Kaija-Liisa Keskivitikka     | Finnország (FIN)            | 1:37,6        |
| 9.       | Inger Eriksson               | Svédország (SWE)            | 1:37,8        |
| 10.      | Barb Lockhart                | Egyesült Államok (USA)      | 1:38,6        |
| 11.      | Jeanne Ashworth              | Egyesült Államok (USA)      | 1:38,7        |
| 11.      | Doreen Ryan                  | Kanada (CAN)                | 1:38,7        |
| 13.      | Doreen McCannell             | Kanada (CAN)                | 1:39,4        |
| 14.      | Christina Lindblom-Scherling | Svédország (SWE)            | 1:39,5        |
| 15.      | Helena Pilejczyk             | Lengyelország (POL)         | 1:39,8        |
| 16.      | Ryoo Choon-Za                | Észak-Korea (PRK)           | 1:40,0        |
| 17.      | Willy de Beer                | Hollandia (NED)             | 1:40,1        |
| 18.      | Takahasi Kaneko              | Japán (JPN)                 | 1:40,5        |
| 19.      | Françoise Lucas              | Franciaország (FRA)         | 1:41,3        |
| 20.      | Takano Jaszuko               | Japán (JPN)                 | 1:41,6        |
| 21.      | Adelajda Mroske              | Lengyelország (POL)         | 1:41,7        |
| 22.      | Elwira Seroczyńska           | Lengyelország (POL)         | 1:42,1        |
| 23.      | Erika Heinicke               | Egyesült Német Csapat (EUA) | 1:43,2        |
| 24.      | Tsedenjavyn Lkhamjav         | Mongólia (MGL)              | 1:43,5        |
| 25.      | Brigitte Reichert            | Egyesült Német Csapat (EUA) | 1:44,9        |
| 26.      | Kim Hjeszuk                  | Dél-Korea (KOR)             | 1:45,1        |
| 27.      | Jarmila Šťastná              | Csehszlovákia (TCH)         | 1:45,8        |
| –        | Nagakubo-Takamizava Hacue    | Japán (JPN)                 | nem ért célba |